# 维多利亚·欧亨尼亚剧院

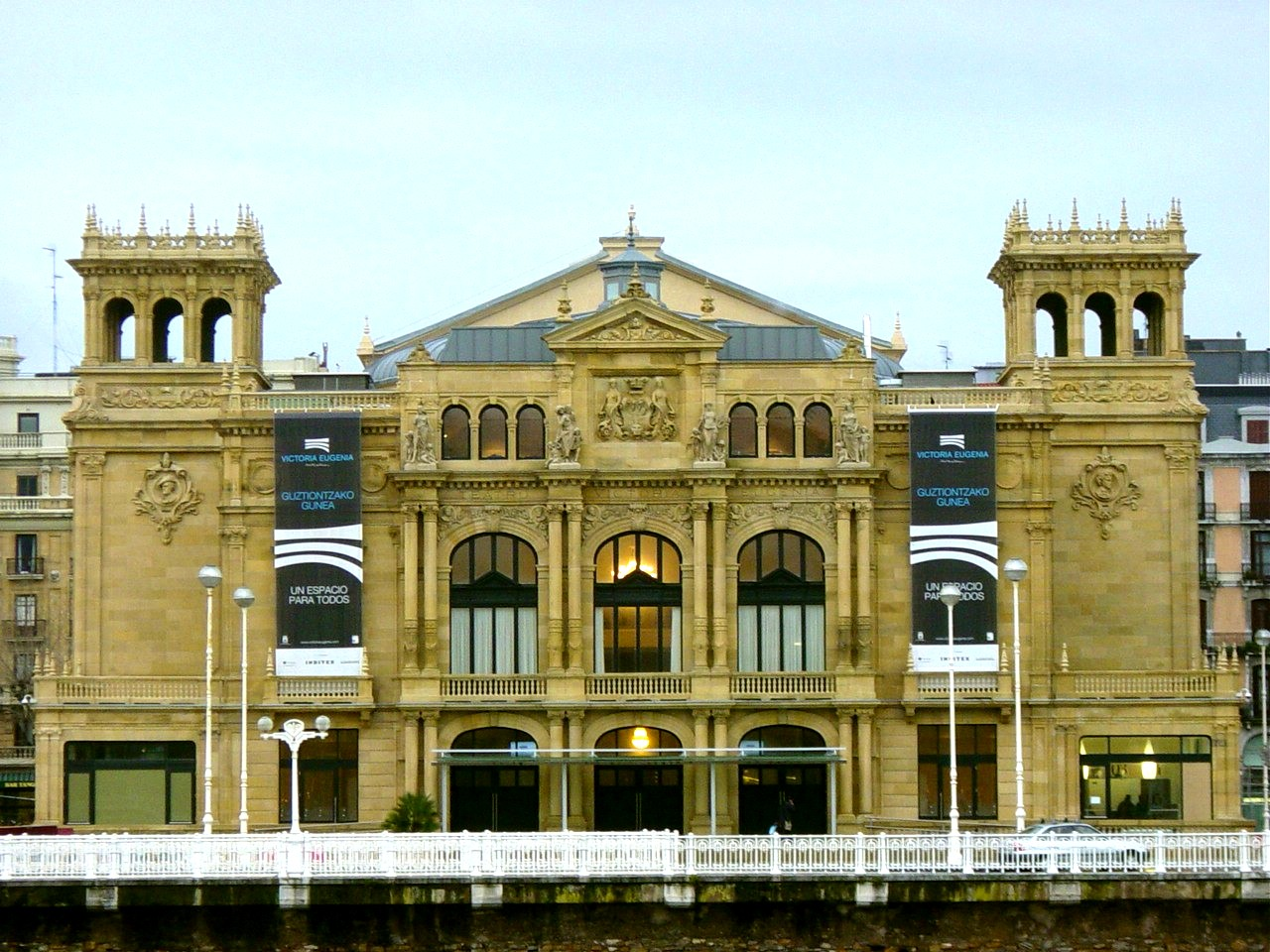

维多利亚·欧亨尼亚剧院（西班牙语：Teatro Victoria Eugenia；巴斯克语：Victoria Eugenia Antzokia）是西班牙巴斯克自治区圣塞瓦斯蒂安市的一座剧院，位于阿根廷共和国大道（Avenida República Argentina）2号。它是建筑师弗朗西斯科·德·乌尔科拉（Francisco de Urcola）的作品，建于1910-1912年，新文艺复兴建筑风格，可容纳910人。直到1999年，它一直是查瑞拉歌剧和圣塞巴斯蒂安国际电影节所有重要首映的场地，阿尔弗雷德·希区柯克的电影《迷魂記》和《西北偏北》在此全球首映。2001年至2007年，剧院进行了大幅改造。纵观其百年历史，它一直是这座城市文化生活的中心，并已成为西班牙最活跃和最重要的剧院之一。

## 历史
20 世纪初，圣塞瓦斯蒂安正经历一段辉煌时期，作为一个温泉小镇，以及西班牙资产阶级和贵族最重要的旅游目的地之一，而声名鹊起，深受欧洲贵族的喜爱。为了重申这座城市的资产阶级和优雅的特点，并促进其在这个意义上的发展，1902年成立了圣塞巴斯蒂安公共工程有限公司，其主要目标是建造豪华的剧院和酒店。
1909年，玛丽亚·克里斯蒂娜酒店和维多利亚·欧亨尼亚剧院同时开工。1912年，两座建筑都由国王阿方索十三世的王后维多利亚·欧亨尼亚揭幕。
2001年至2007 年，剧院进行重要的改造，由圣塞巴斯蒂安市议会和文化部等额资助。剧院的容量原有1,250 个座位。改造之后，由于安装了更大的座位，并消除了能见度较差的座位，容量减少到900各座位。此外又创建两个新空间

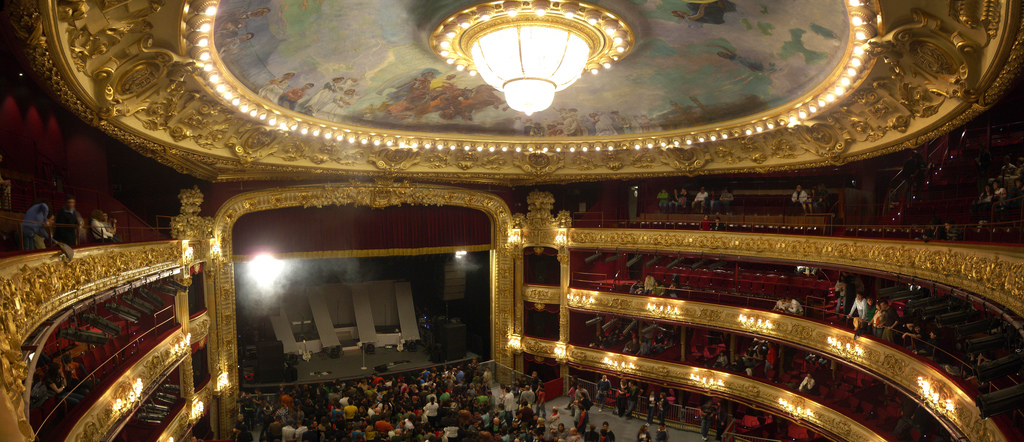
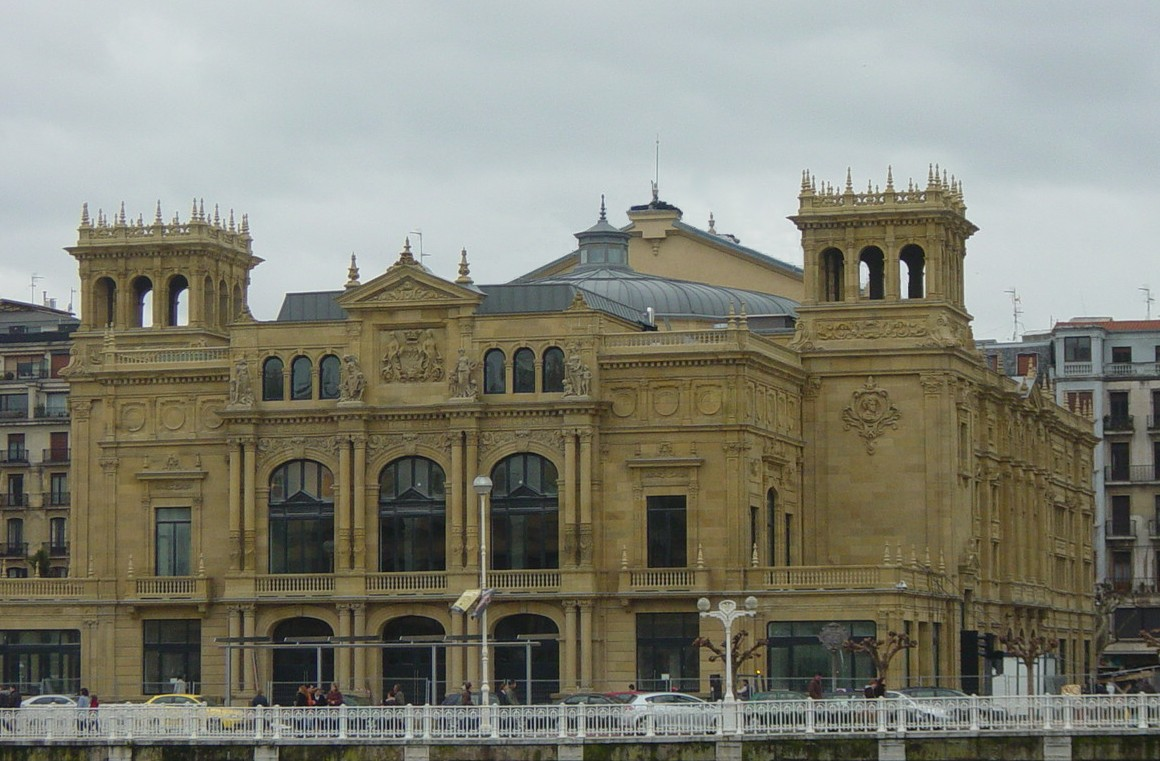
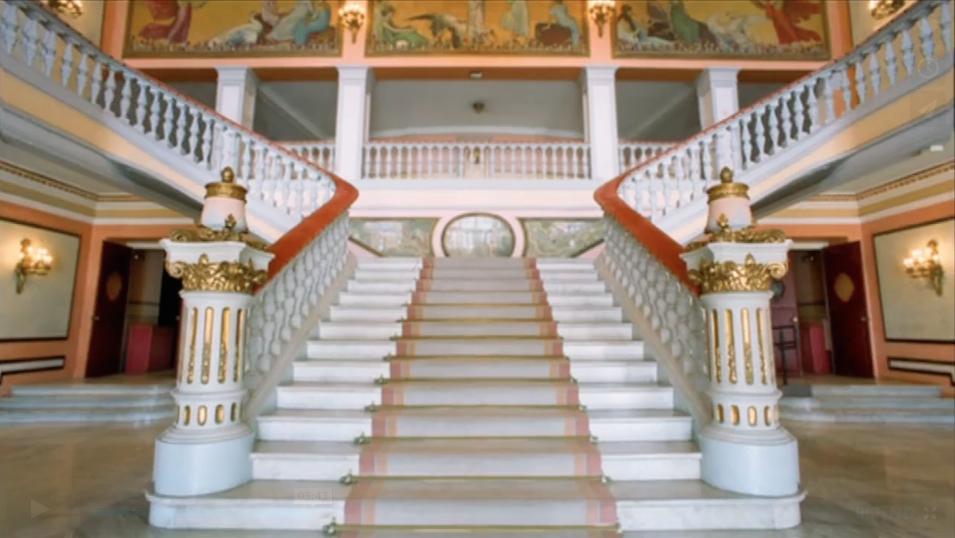
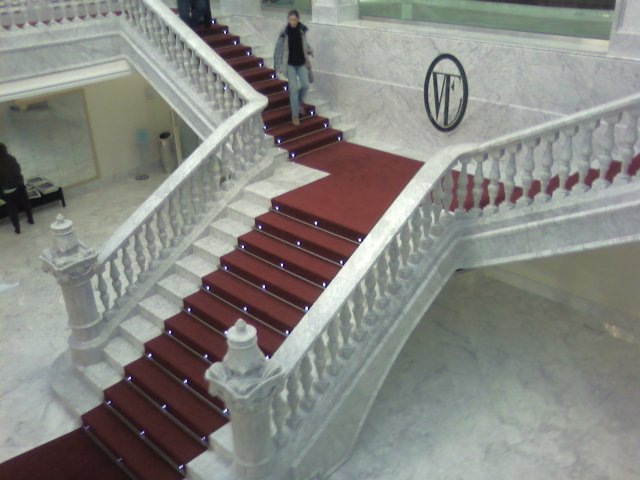